# Phrynidius echinoides
Phrynidius echinoides là một loài bọ cánh cứng trong họ Cerambycidae.